# ارزش سهام عادی بر اساس دارایی‌های مشهود
ارزش سهام عادی بر اساس دارایی‌های مشهود (انگلیسی: Tangible common equity) یکی از مقیاس‌های مورد استفاده در دانش مالی برای تخمین دارایی‌های شرکت در زمان مواجهه با ضررهای بالقوه یا قدرت مقابله شرکت با آن می‌باشد. نحوه محاسبه این شاخص، کسر ارزش سرقفلی، دارایی‌های نامشهود و سهام ممتاز از ارزش دفتری شرکت می‌باشد. یکی از موارد استفاده این شاخص، برای ارزشیابی آن دسته از شرکت‌هایی می‌باشد که تعداد سهام ممتاز قابل توجهی دارند. برای مثال در پی بحران مالی سال‌های ۲۰۰۷ و ۲۰۰۸ میلادی در آمریکا، تعداد زیادی از بانک‌های این کشور (مانند سیتی‌گروپ) در ازاء دریافت منابع مالی قابل توجه از دولت فدرال ایالات متحده آمریکا، سهام ممتازی را برای مالکیت دولت در خود منتشر نمودند. این شرکت‌ها می‌توانستند برای افزایش ارزش شرکت، این سهام ممتاز را به سهام عادی تبدیل نمایند.
استفاده از این شاخص برای محاسبه نسبت‌های مالی و بخصوص نسبت کفایت سرمایه، روشی است بسیار محافظه کارانه که گویای ریسک نقدینگی و نسبت‌های نقدینگی بانک می‌باشد.